# Andrzej Lepper

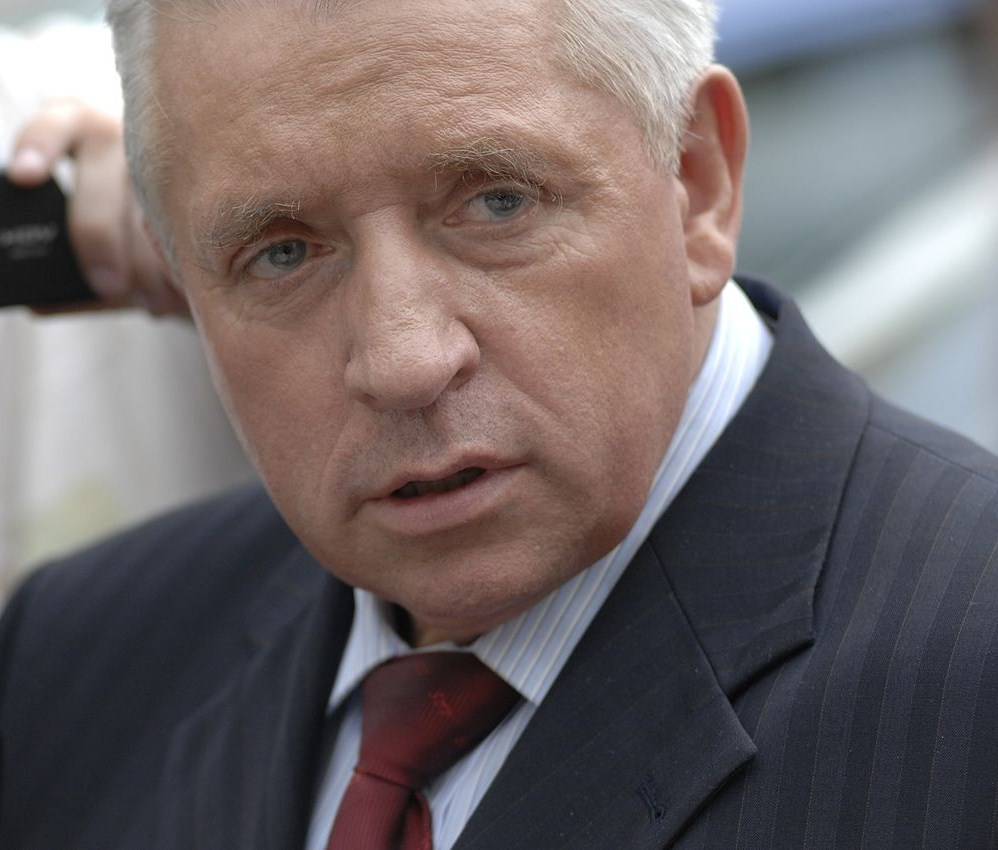
Andrzej Lepper (2010)

Andrzej Zbigniew Lepper ['andʒɛj 'zbʲigɲɛf 'lɛp(p)ɛr] (* 13. Juni 1954 in Stowięcino; † 5. August 2011 in Warschau) war ein polnischer Politiker und Gewerkschafter. Er war Gründer und langjähriger Vorsitzender der Partei Samoobrona. Zwischen 2006 und 2007 war er mit einer kurzen Unterbrechung Landwirtschaftsminister und stellvertretender Ministerpräsident in der Regierung von Jarosław Kaczyński.

## Jugend und frühe Jahre
Lepper wuchs in Pommern auf und schloss 1974 das landwirtschaftliche Fachgymnasium (poln. Państwowe Technikum Rolnicze) in Sypniewo ohne Abitur ab. Anschließend wurde er Landwirt und erwarb 1980 einen Hof in Zielnowo. Nach der Liberalisierung des polnischen Wirtschaftsmarktes im Zuge des politischen Umbruchs in Polen ging sein Landwirtschaftsbetrieb 1989 jedoch bankrott.

## Politische Karriere
Aufgrund der für die Landwirte schwierigen Situation während der marktwirtschaftlichen Reformen, die von Leszek Balcerowicz angestoßen worden waren, beteiligte sich Lepper an politischen Protesten der Landwirte gegen die Wirtschaftspolitik der damaligen Regierung unter Jan Krzysztof Bielecki. Am 10. Januar 1992 gründete er die Gewerkschaft Samoobrona (dt. Selbstverteidigung), die anschließend am 12. Juni 1992 in eine Partei umgewandelt wurde, und deren Vorsitzender er ohne Unterbrechung bis zu seinem Tod blieb. In der Anfangszeit seiner Partei organisierte er Demonstrationen und teils gewaltsame Widerstände, vor allem gegen die Regierung von Hanna Suchocka und später auch Jerzy Buzek, welche er für die wachsende soziale Ungerechtigkeit, die sich in seinen Augen insbesondere gegen Landwirte richtete, verantwortlich machte.
1993 wurde er von der polnischen Generalstaatsanwaltschaft zweimal wegen ungebührlichen Verhaltens gegenüber Staatsorganen angeklagt, anschließend jedoch beide Male freigesprochen.
Seine Partei nahm 1993 erstmals an den Parlamentswahlen teil, bei denen sie mit 2,78 % den Einzug ins Parlament deutlich verfehlte. 1995 nahm Lepper zudem erstmals an den Präsidentschaftswahlen teil, erhielt aber nur 1,32 % der Stimmen, vornehmlich von Anhängern des landwirtschaftlichen Sektors und aus seiner Heimatregion in Pommern.
2000 organisierte er landesweite Straßenblockaden, die ihm große Aufmerksamkeit in ganz Polen einbrachten. Dadurch stieg auch sein Bekanntheitsgrad deutlich an. Bei der Präsidentschaftswahl in diesem Jahr konnte er 3,05 % der gültig abgegebenen Stimmen erreichen und bei den Parlamentswahlen im Jahr 2001 erreichte seine Partei 10,20 % der Stimmen, sodass sie erstmals ins Parlament einziehen konnte, wo sie 53 der 460 Sitze besetzte, jedoch keiner Regierungskoalition angehörte. In derselben Legislaturperiode erhielt Lepper den Posten des stellvertretenden Parlamentspräsidenten (Vizemarschall), verlor diesen jedoch schnell wieder, nachdem er den damaligen Präsidenten Aleksander Kwaśniewski als „größten Faulpelz der Nation“, den damaligen Außenminister Włodzimierz Cimoszewicz als „bestochene Kanaille“ und den ehemaligen Staatspräsidenten Lech Wałęsa als „Hochstapler“ bezeichnet hatte. Während dieser für die Abgeordneten der Samoobrona ersten Legislaturperiode fielen die Neulinge im Parlament durch aggressive und lautstarke Proteste auf und behinderten so teilweise die Arbeit des Parlaments. 2004 war Lepper kurzzeitig Mitglied des Europäischen Parlaments.
2005 fanden in Polen sowohl Präsidentschafts- als auch Parlamentswahlen statt. Bei beiden Wahlen verbesserten sich Lepper und seine Partei, Lepper selbst konnte sogar sein Ergebnis im Vergleich zur Präsidentschaftswahl 2000 nahezu verfünffachen und erreichte den dritten Platz. Nach der Parlamentswahl 2005 bildete sich vorerst keine Koalition, obwohl keine Fraktion die Mehrheit der Sitze im Sejm besaß. Die damalige Regierung bestand aus der Partei PiS (Prawo i Sprawiedliwość; dt. Recht und Gerechtigkeit) unter Ministerpräsident Kazimierz Marcinkiewicz. Nach der Übernahme des Ministerpräsidentenposten durch Jarosław Kaczyński wurde die Samoobrona Koalitionspartner der PiS. Dadurch wurde Lepper Landwirtschaftsminister und stellvertretender Ministerpräsident. Seine Nominierung führte zu heftigen Protesten unter den Abgeordneten, infolgedessen trat Außenminister Stefan Meller zurück und wurde durch die weitgehend unbekannte PiS-Politikerin Anna Fotyga abgelöst. Wegen der Beteiligung Leppers an der Regierung stand die Regierung Kaczyński nun noch mehr als zuvor in der Kritik, sowohl in Polen als auch im Ausland. Unter anderem wandte sich der renommierte Historiker Jan M. Piskorski in einem offenen Brief an Kulturminister Kazimierz Michał Ujazdowski, um gegen die Beteiligung Leppers an der Regierung zu protestieren.
Nachdem Lepper im Zuge der Verhandlungen über das Budget für Landwirtschaft und Soziales immer weiter gehende Forderungen gestellt hatte, schlug Ministerpräsident Jarosław Kaczyński am 21. September 2006 dem Präsidenten Leppers Entlassung vor, die einen Tag später erfolgte. Die Partei Samoobrona zog sich daraufhin ganz aus der Regierung zurück, die dadurch ihre Mehrheit im Parlament verlor. Nach einem knappen Monat heftiger medialer Auseinandersetzungen zwischen der PiS und der Samoobrona trat Letztere allerdings wieder in die Regierung ein, da es Kaczyński nicht gelungen war, ohne die Samoobrona eine Mehrheit im Sejm zu bekommen.
Am 9. Juli 2007 wurde Lepper erneut von Kaczyński entlassen. Laut Aussage der polnischen Regierung erfolgte die Entlassung aufgrund von (möglicherweise inszenierten) Ermittlungen zur Bekämpfung von Korruption. Lepper kündigte daraufhin an, dass die Samoobrona die Koalition mit der PiS verlassen werde. Die Samoobrona tat dies aber vorerst nicht und stellte Kaczyński ein Ultimatum. Eine Woche nach Beginn der Regierungskrise, am 16. Juli 2007, entschied sich Lepper, in der Koalition zu bleiben. Seine Samoobrona werde aber mit dem zweiten Juniorpartner der Koalition, der Liga Polnischer Familien (LPR), fusionieren, kündigte Lepper an.
An einer Pressekonferenz am 11. August 2007 beschuldigte Lepper den polnischen Justizminister Zbigniew Ziobro, ihn vor der konstruierten Schmiergeldübergabe, die ihn anschließend als korrupt bloßstellen sollte, gewarnt zu haben. Ziobro jedoch wies die Vorwürfe zurück. Bei der vorgezogenen Parlamentswahl am 21. Oktober 2007 trat die Samoobrona erneut an, scheiterte jedoch mit 1,53 % an der 5-%-Hürde.
Danach kandidierte Lepper erneut bei der Präsidentschaftswahl 2010. Aufgrund eines veralteten Strafregisterauszuges wurde ihm am 10. Mai 2010 zunächst die Zulassung verweigert, bereits am nächsten Tag korrigierte die Wahlkommission die Entscheidung. Grund war eine Haftstrafe, die aber vom Obersten Gerichtshof bereits aufgehoben worden war. Während des ersten Wahlgangs am 20. Juni 2010 erreichte Lepper nur 1,28 % der Stimmen.

## Tod
Laut Aussage des Polizeisprechers Marcin Szyndler erhängte sich Andrzej Lepper am 5. August 2011 in der Warschauer Zentrale seiner Partei. Die weiterführenden Ermittlungen der Warschauer Staatsanwaltschaft sowie die gerichtsmedizinische Untersuchung wurden am 8. August aufgenommen. Am 11. August 2011 wurde er in Krupy begraben. Im November 2012 wurde das Ermittlungsverfahren in dieser Sache rechtskräftig eingestellt. Laut Staatsanwaltschaft konnte die These, dass jemand Lepper zum Freitod überredet oder ihm dabei geholfen habe, nicht bestätigt werden. Leppers Familie hat keinen Einspruch dagegen erhoben.

## Politische Handlungsweisen und Ansichten
Die Ansichten Leppers und der Samoobrona gelten als populistisch. Er und seine Anhänger begingen in der Vergangenheit im Namen der Partei wiederholt Vergehen des zivilen Ungehorsams.
Lepper war gegen den EU-Beitritt Polens, brach jedoch eine von ihm initiierte Kampagne für ein „Nein“ beim Referendum über den Beitritt aufgrund der weit verbreiteten pro-europäischen Haltung in der polnischen Bevölkerung nach kurzer Zeit ab. Trotzdem vertrat er weiterhin stark EU-kritische Positionen und begründete diese mit existenziellen Risiken für die polnischen Landwirte. Ebenfalls befürchtete er, dass durch den EU-Beitritt die soziale Schere noch weiter auseinandergehen könnte. Viele Wähler Leppers bzw. der Samoobrona waren Landwirte oder schlecht ausgebildete, meist arbeitslose und ältere Menschen aus ländlichen Gegenden und vernachlässigten Vierteln der Großstädte.
Er trat für den Ausbau der Beziehungen mit Russland, Belarus sowie der Ukraine an und galt als Sympathisant des belarussischen Staatschefs Alexander Lukaschenko. Des Weiteren war er ein Gegner der Globalisierung und kritisierte die engen Beziehungen Polens zu den USA. Nach Leppers Tod bezeichnete das belarussische Außenministerium Lepper als „herausragenden polnischen Politiker“ und einen „kompromisslosen Beschützer von Interessen der einfachen Menschen.“ Laut dem Sprecher des belarussischen Außenministeriums sei der Tod eines solchen Politikers unmittelbar vor den Parlamentswahlen „beunruhigend“. Lepper stellte sich wiederholt gegen die von der Regierung Kaczyński, an der er selbst beteiligt war, angestrebte Entsendung von weiteren Truppen nach Afghanistan. Ebenso lehnte er die Stationierung eines US-amerikanischen Raketenabwehrsystems in Polen ab.
Wiederholt fielen er und die Abgeordneten der Samoobrona im Parlament durch außergewöhnliche Handlungen und Äußerungen auf. Dazu gehörte beispielsweise das Aufstellen eigener Lautsprecher, sofern die Redezeit des Abgeordneten abgelaufen war oder seine Rede vertagt wurde. Des Weiteren beschuldigte er Robert Smoktunowicz von der Platforma Obywatelska (Bürgerplattform), in Bernsteinhandel mit den Taliban verwickelt zu sein.

## Strafrechtliche Verfahren
Mehrfach wurde Lepper unter anderem wegen Beleidigung, Körperverletzung, Verleumdung und ungebührlichen Verhaltens (unter anderem bei Demonstrationen, Straßenblockaden) angeklagt. Im Mai 2001 wurde er wegen vergleichbarer Vergehen zu einer Freiheitsstrafe von 16 Monaten verurteilt, in dieser Sache ist jedoch ein Berufungsverfahren anhängig, welches erst nach dem Verlust von Leppers Immunität, also nach dem Verlust des Mandats fortgesetzt werden konnte.
Des Weiteren wurde ihm von einem weiblichen Mitglied der Samoobrona vorgeworfen, dass er zusammen mit Stanisław Łyżwiński, einem Abgeordneten seiner Fraktion, ihr gegen Geschlechtsverkehr einen Arbeitsplatz angeboten hat. Nachdem diese Vorwürfe öffentlich geworden waren, meldeten sich weitere Frauen mit ähnlichen Berichten zu Wort. Diese Vorwürfe leiteten eine Untersuchung der Generalstaatsanwaltschaft ein, welche falsche Anschuldigungen gegen Lepper und Łyżwiński verhindern sollte.
Stanisław Łyżwiński wurde im August 2007 wegen des Verdachts der Vergewaltigung in Untersuchungshaft genommen. Er sagte bei seiner Festnahme „Ich werde nicht alleine untergehen!“, was auf eine Mittäterschaft Leppers hindeuten könnte.
Im Februar 2010 wurde Lepper zu einer Haftstrafe von zwei Jahren und drei Monaten verurteilt, legte jedoch Berufung ein. Zum Zeitpunkt seines Todes lief das Verfahren noch.

## Auszeichnungen
Die Überregionale Akademie für Personalführung in Kiew verlieh ihm zwei Ehrendoktortitel und eine Ehrenprofessur. Die Nationale Technische Universität der Ukraine „Igor Sikorski“ verlieh ihm auch einen Ehrendoktortitel.

## Privates
Lepper lebte mit seiner Ehefrau Irena und drei Kindern in Zielnowo. Sein Sohn Tomasz, zeitweise ebenfalls politisch aktiv, bewirtschaftet einen gemischten Viehhof von 250 ha Fläche. Er hat sechs Kinder.

## Wahlergebnisse bei Präsidentschaftswahlen
- 1995: 01,32 %[19]
- 2000: 03,05 %[20]
- 2005: 15,11 %[21]
- 2010: 01,28 %[22]

## Werke
- Każdy kij ma dwa końce. (Warschau 2001); polnisch
- Lista Leppera. (Warschau 2002); polnisch